# Heinrich IV. Heilsberg von Vogelsang
Heinrich IV. Heilsberg von Vogelsang (* um 1360 in Heilsberg; † 4. Juni 1415 ebenda) war ein Theologe und Fürstbischof von Ermland im 15. Jahrhundert.

## Leben
Heinrich war der Sohn des Heilsberger Bäckers Wichard. Als Beinamen verwendete er den Namen seiner Heimatstadt. Ab 1379 als Kaplan des Bischofs Heinrich III. Sorbom genoss er sein Vertrauen. 1382–1386 zum Pfarrer von Santoppen ernannt, studierte er Theologie an der Prager Universität. 1386–1389 Pfarrer von Wartenburg und Offizial des Bistums. Seit 1393 Kanoniker in Frauenburg wird er 1398–1401 zum Administrator der allensteiner Kammer des ermländischen Kapitels ernannt.
Drei Tage nach dem Tod des Bischofs Sorbom wurde er am 18. Januar 1401 durch das ermländische Domkapitel zum Bischof von Ermland gewählt. Durch die Unterstützung des Hochmeisters des Deutschen Ordens Konrad von Jungingen wurde diese Wahl am 29. März vom Papst Bonifatius IX. bestätigt. Damit war er der erste gebürtige Ermländer auf der Kathedra des Bistums. Die Bischofsweihe empfing er am 8. September in seiner Heimatstadt.
Seine Gutmütigkeit und sehr gute Beziehungen zu den Hochmeistern des Deutschen Ordens Konrad von Jungingen und Ulrich von Jungingen wurden in der polnischen Geschichtsschreibung als Zeichen der Schwäche und Mangel an Souveränität ausgelegt. Er war bemüht um möglichst gute Beziehungen zum Orden, dessen Schutz (sog. Schirmvogtei) das Bistum genoss. 1410 entsandte er – vertragsgemäß – drei Einheiten ermländischer Soldaten in der Stärke von 250 Waffenträgern zur großen Schlacht bei Tannenberg. Am 27. Juli 1410 erkannte er zusammen mit anderen preußischen Bischöfen die Schirmherrschaft des polnischen Königs an. Dies erklärte der Hochmeister Heinrich von Plauen zum Verrat, vertrieb Heinrich aus dem Ordensland und besetzte das Schloss in Heilsberg. Das Bestreben von Plauens, Heinrich durch ein päpstliches Dekret abzusetzen, wurde vom polnischen König auf diplomatischen Wege gestoppt. Nach erzwungenen Abdankung von Plauens und der Wahl Michael Küchmeisters zum neuen Hochmeister konnte Heinrich in sein Bistum zurückkehren (Dokument über Freies Geleit vom 2. Mai 1414). Ein Jahr später starb Heinrich und ist im Frauenburger Dom bestattet worden.